# بوب باكوس
بوب باكوس (بالإنجليزية: Bob Backus)‏ هو رامي مطرقة أمريكي، ولد في 11 يوليو 1926 في بوسطن في الولايات المتحدة، وتوفي في 30 يونيو 1999 في هانوفر في الولايات المتحدة.

## وصلات خارجية
- بوب باكوس على موقع أوليمبيديا (الإنجليزية)